# マリオス・ヴルサイ
マリオス・ヴルサイ（Marios Vrousai、1998年7月2日 - ）は、ギリシャ・ナフパクトス出身のサッカー選手。リオ・アヴェFC所属。ポジションはミッドフィールダー。

## 経歴

### クラブ
オリンピアコスFCの下部組織出身。2018-19シーズンにトップチームへと昇格した。
2019年1月16日、出場機会を得るため、エールディヴィジのヴィレムIIに2019-20シーズン終了までレンタル移籍した。
2024年1月、リオ・アヴェFCにシーズン終了までのレンタルで移籍。その後完全移籍となった。

### 代表
2019年8月29日、UEFA EURO 2020予選のフィンランド代表とリヒテンシュタイン代表を戦うギリシャ代表に召集された。